# DB-Baureihe V 162
Als Baureihe V 162, beziehungsweise ab 1968 Baureihe 217, werden 15 von 1965 bis 1968 gebaute Diesellokomotiven der Deutschen Bundesbahn bezeichnet, die bis Ende 2011 von der Deutschen Bahn AG eingesetzt wurden. Seit 2013 kommen einige Maschinen bei nichtbundeseigenen Eisenbahnverkehrsunternehmen zum Einsatz.

## Geschichte

### Vorgeschichte
In den frühen 60er-Jahren entwickelten die damalige Deutsche Bundesbahn (DB) und die deutsche Schienenfahrzeug-Industrie mit der Baureihe V 160, später als Baureihe 216 bezeichnet, einen Diesellokomotivtyp mit dieselhydraulischer Kraftübertragung für den Einsatz vor mittelschweren Personen- und Güterzügen auf Haupt- und Nebenstrecken. Die Lokomotiven des Typs V 160 verfügten über einen Dampfkessel zum Beheizen von Reisezugwagen.
Es zeichnete sich ab, dass künftig vor allem Wagen mit elektrischer Zugheizung eingesetzt werden würden.

### Prototypen

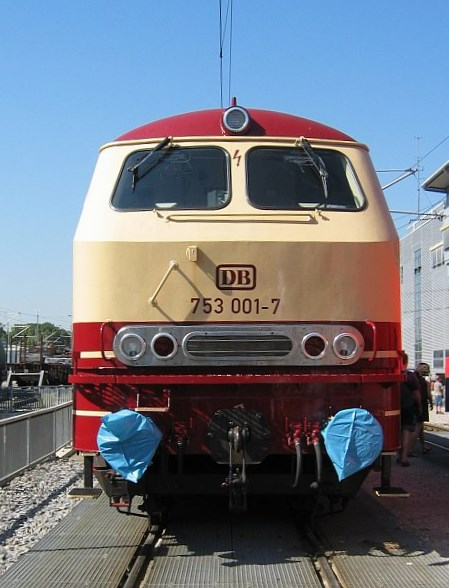
753 001-7, eine für Versuche genutzte V 162

Die DB gab daher 1963 bei der Krupp AG die Entwicklung einer V-160-Variante mit elektrischer Zugheizung in Auftrag, die die Typenbezeichnung V 162 tragen sollte. Krupp lieferte daraufhin 1965 die beiden Prototypen V 162 001 und V 162 002, die 1966 um den dritten Prototyp V 162 003 verstärkt wurden.
Die drei Lokomotiven verfügten über einen von MTU gebauten 16-Zylinder-Motor des Typs 16V652 TB10 mit 1.427 Kilowatt (1.940 PS). Die Leistung des Hauptmotors sollte komplett für die Traktion zur Verfügung stehen. Da bei Krupp Mitte der 1960er Jahre kein stärkerer Motor für die V 162 zur Verfügung stand, musste für den Betrieb des Heizgenerators der elektrischen Zugheizung ein Hilfsmotor eingeplant werden. Dies bedingte wiederum einen im Vergleich zur V 160 längeren Lokomotivkasten mit einer Gesamtlänge über Puffer von 16,4 Metern.
Als Hilfsmotor verwendete Krupp den 12-Zylinder-Motor D3650 HM3U des Herstellers MAN, der eine Leistung von 386 Kilowatt (500 PS) hat und als Traktionsdieselmotor bei der Baureihe 614 Verwendung findet. Gemäß Forderung der DB sollte der Hilfsmotor im Güterverkehr, wo er nicht für den Betrieb des Heizgenerators benötigt wurde, zusätzlich Traktionsleistung liefern. Die Traktionsleistung kann so bei Bedarf auf 1.813 Kilowatt gesteigert werden. Die Heizgeneratoren der drei Prototypen stammten von unterschiedlichen Herstellern: In V 162 001 von BBC, in V 162 002 von AEG und in V 162 003 von Siemens. Der Siemens-Generator in der V 162 003 bewährte sich dabei am besten.
Die drei Prototypen wurden von 1965 bis 1968 umfassend erprobt. Sie kamen dabei von den Standorten Hamm und Mühldorf zum Einsatz.

### Vorserienlokomotiven

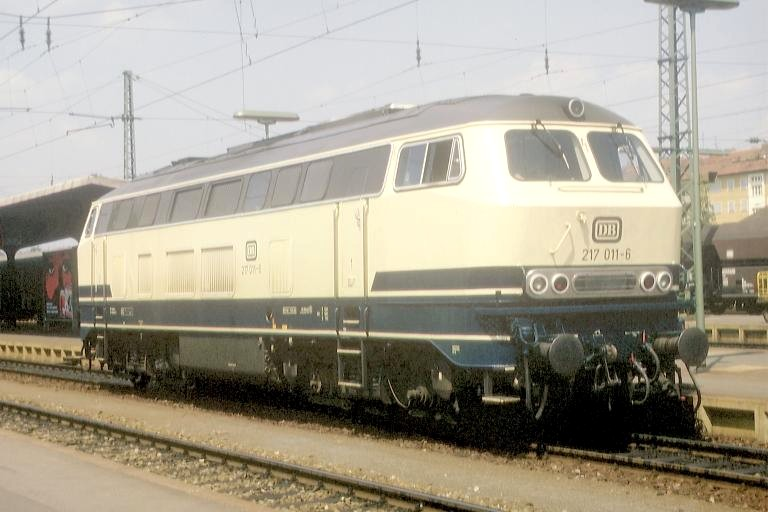
Die erste Vorserienlok 217 011 in ozeanblau/beige 1984 in Bamberg

Aufbauend auf den guten Erfahrungen mit den Prototypen gab die DB 1967 den Bau von zwölf Vorserienlokomotiven bei Krupp in Auftrag. Gemäß dem neuen, ab 1968 gültigen Nummernschema wurde die Typ- oder Baureihenbezeichnung von V 162 in (Baureihe) 217 geändert. Die Vorserienlokomotiven tragen die Nummern 217 011 bis 217 022, die Prototypen wurden zu 217 001 bis 217 003. Zeitgleich entstanden ab 1968 die ersten Vertreter der Baureihe 218, bei der Traktions- und Heizleistung von einem einzigen, 2500 PS (später 2800 PS) starken Motor erzeugt werden. Falls es dazu gekommen wäre, dass die Vorserienloks Baureihe 218 sich als noch nicht serienreif erwiesen hätten, dann wollte die DB zunächst übergangsweise die Baureihe 217 in Serie bauen lassen. Die zwölf Vorserienexemplare der Baureihe 217 wurden alle im Laufe des Jahres 1968 abgeliefert. Je sechs Fahrzeuge wurden den DB-Standorten Hagen-Eckesey und Regensburg zugeteilt und zu Vergleichszwecken in gemeinsamen Umlaufplänen mit den Vorserienloks der Baureihe 218 eingesetzt. Da der Nachweis gelang, dass die Baureihe 218 einsatztauglich und wirtschaftlicher war, wurden nach Abschluss der Versuchsreihe keine weiteren 217 beschafft.
Nachdem sie zunächst mit Klotzbremsen ausgestattet waren, erhielten sie 1971 Scheibenbremsen, wodurch die zulässige Höchstgeschwindigkeit um 20 km/h auf 140 km/h gesteigert werden konnte.

### Einsatzgeschichte

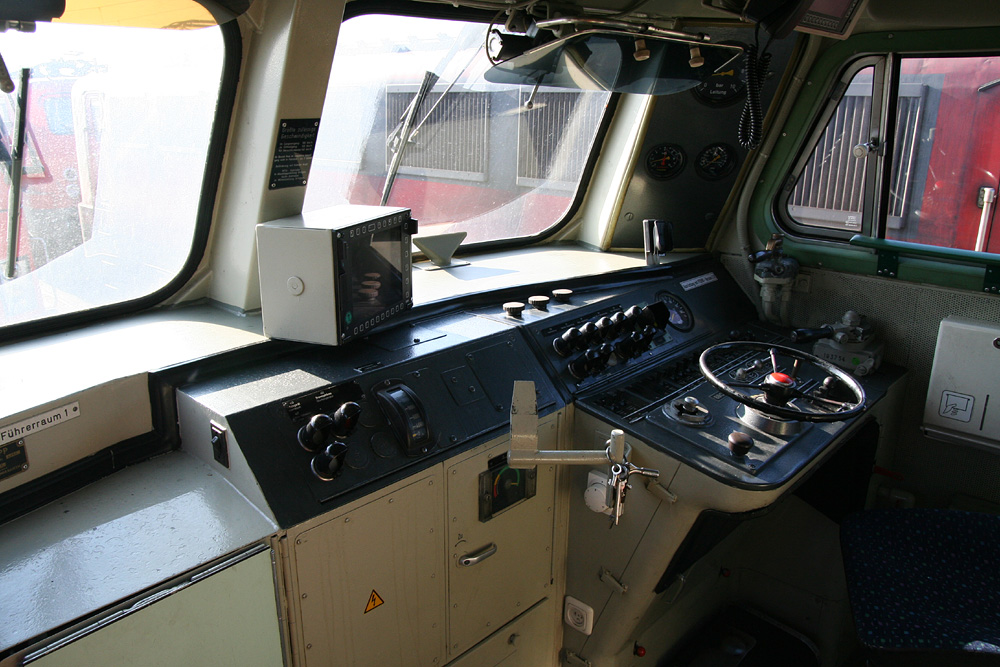
Führerstand der Baureihe 217

Ende 1970, Anfang 1971 wurden die drei von Mühldorf aus eingesetzten Prototyplokomotiven zum DB-Bahnbetriebswerk Regensburg umgesetzt, wo bereits sechs der Vorserienlokomotiven stationiert waren. Nachdem die Lokomotiven von Mühldorf aus in Oberbayern zum Einsatz gekommen waren, erstreckte sich ihr Einsatzradius überwiegend in der Oberpfalz und in Oberfranken. 1972 wurden die sechs zunächst vom Standort Hagen-Eckesey eingesetzten Vorserienlokomotiven nach Regensburg umstationiert, womit alle 15 Lokomotiven in Regensburg konzentriert wurden. Sie wurden dort unter anderem zur Bespannung schwerer Güterzüge auf den Verbindungen Regensburg – Schwandorf – Hof sowie Nürnberg – Sulzbach-Rosenberg – Schwandorf – Furth im Wald herangezogen.
Am 28. April 1989 wurden die Prototyplokomotiven 217 001 und 217 002 offiziell zu Bahndienstfahrzeugen für den innerdienstlichen Zweck erklärt, womit eine Änderung der Nummern in 753 001 und 753 002 einherging. Beide Lokomotiven waren bereits seit 1974 häufig für Test- und Messfahrten im Zusammenhang mit der Erprobung von Fahrzeugen herangezogen worden, um zum Beispiel als Bremslokomotive zu fungieren. Die Umbenennung hatte daher rein formellen Charakter.
1993 kamen die Vorserienlokomotiven der Baureihe 217 probeweise vor aus Doppelstockwagen gebildeten Zügen auf der Verbindung Mühldorf – München zum Einsatz, da die Baureihe 218 Probleme bereitete. Den Fahrzeugen mit den Nummern 217 011 bis 217 021 wurde hierfür ein Abgas-Leitsystem (so genannte Hutzen) an beiden Dieselmotoren installiert. Dieser Einsatz dauerte nur eineinhalb Tage, da sich die Baureihe 217 von den Leistungen her nicht bewährte, sodass wieder die Baureihe 218 die Doppelstock-Züge übernahm und die eingesetzten Fahrzeuge der Baureihe 217 nach Regensburg zurückkehrten.
1998 erfolgte die Aufteilung des erst 1994 eingerichteten Geschäftsbereichs Traktion der Deutschen Bahn in die Geschäftsbereiche Fernverkehr/DB Fernverkehr, Nahverkehr/DB Regio und Güterverkehr/DB Cargo. Die 217er wurden dem Güterverkehr und damit der DB-Tochtergesellschaft DB Cargo (später Railion, 2008–2016 DB Schenker Rail Deutschland, heute wieder DB Cargo Deutschland) zugeteilt. Im Jahr 2000 wechselten alle Lokomotiven der Baureihe von Regensburg nach Mühldorf.
Wegen Ablauf der Revisionsfristen wurden 217 003 und 217 022 als erste Maschinen z-gestellt. Andererseits haben 217 017, 012 und 019 im Jahr 2008 noch mal eine vereinfachte Hauptuntersuchung im Werk Bremen erhalten, bei denen ihnen der für diese Baureihe charakteristische Heizdieselmotor entfernt und durch ein Ballastgewicht ersetzt wurde. Zunächst plante DB Railion, die Exemplare 217 003 und 217 022 zu reaktivieren. Dies wurde aufgrund mangelnden Bedarfs im Zuge der weltweiten Wirtschaftskrise, die durch die Finanzkrise ab 2007 ausgelöst wurde, sowie wegen ihres schlechten Allgemeinzustands nicht mehr weiter verfolgt. Im Gegenteil wurden 2008 und 2009 mehrere 217 abgestellt. Nach der Planung von DB Schenker Rail Deutschland sollte die komplette Baureihe 217 ursprünglich zum Jahresende 2009 außer Betrieb genommen werden, so dass lediglich die 217 001 von DB Systemtechnik übrig geblieben wäre. Wegen chronischen Mangels an Lokomotiven in Mühldorf wurde die Einsatzzeit bis 2011 verlängert.

## Letzter Einsatz bei der DB

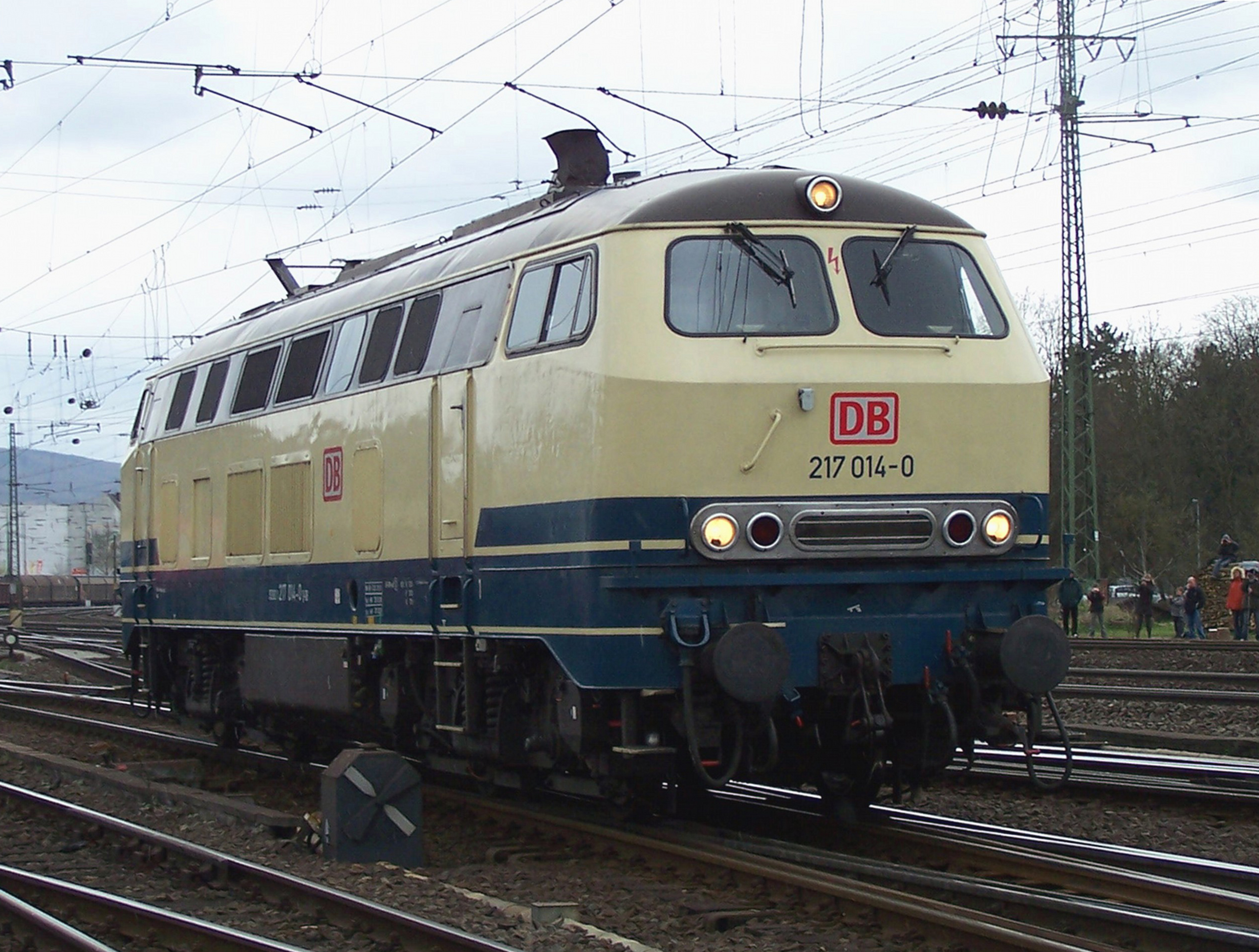
217 014 bei einer Fahrzeugparade des DB Museums

Im November 2011 waren mit 217 012, 017, 019 und 021 nur noch vier Lokomotiven betriebsfähig, welche ohne eigenen Umlaufplan vom Bh Mühldorf aus zum Einsatz kamen. Nachdem 217 002 am 6. September 2011 z-gestellt wurde, folgten die restlichen vier Maschinen bis zum Jahresende 2011. Letzte einsatzfähige Maschine war 217 017, welche zum 17. Dezember 2011 z-gestellt wurde.
Das Prototypexemplar 217 001 wurde im Herbst 2010 mit einem Motorschaden z-gestellt und wegen ihrer geringen Restfristen nicht mehr repariert. Zuvor stand sie von München aus bundesweit bei Test- und Messfahrten im Einsatz.

## Einsatz bei Privatbahnen

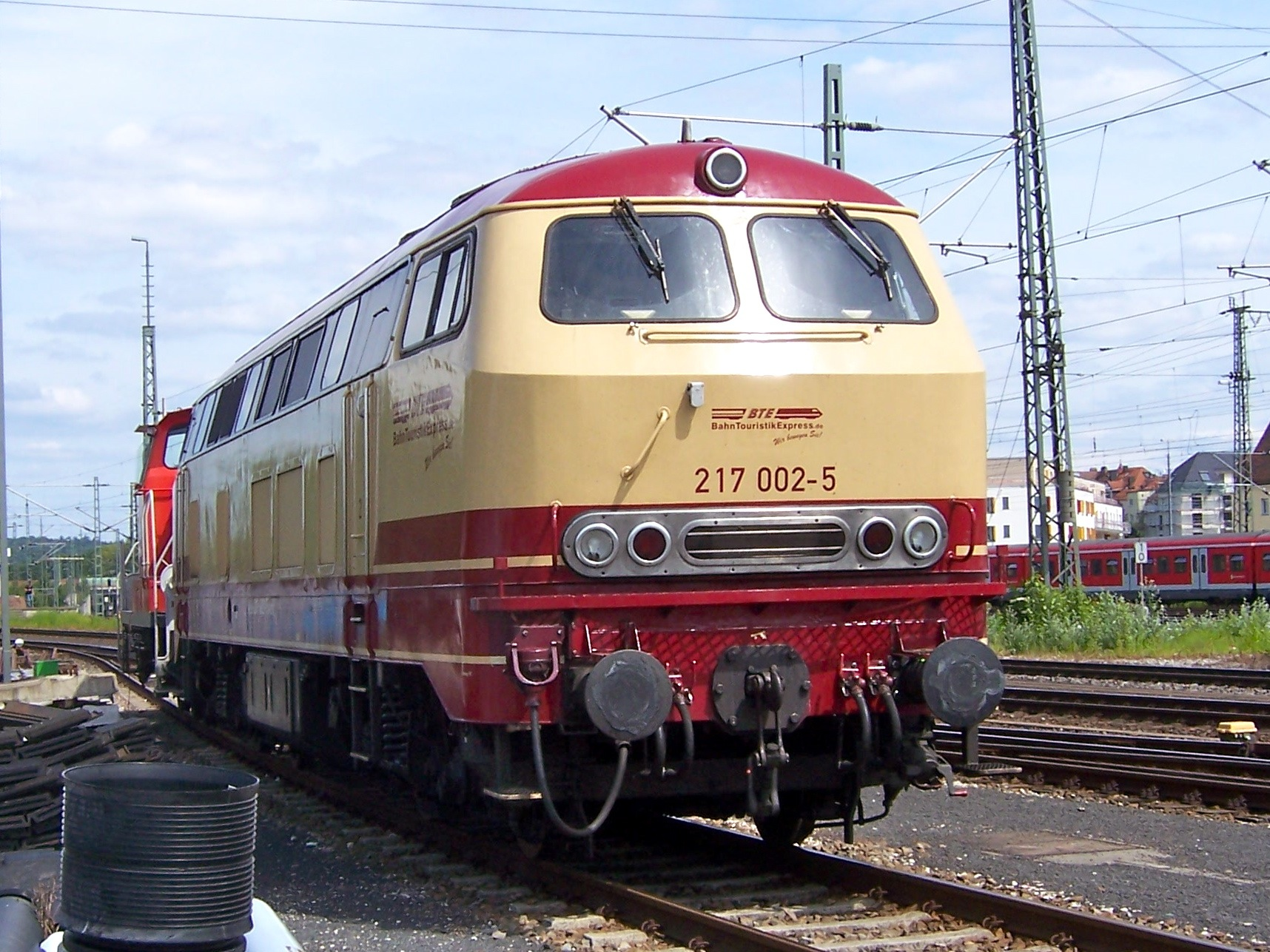
217 002, Bahntouristik Express

Die Vorserienlokomotive 217 002 wurde im Herbst 2012 vom letzten Eigentümer DB Schenker Rail Deutschland (heute DB Cargo Deutschland) an die Firma BahnTouristikExpress in Nürnberg verkauft und wird dort nach einer erneuten Hauptuntersuchung seit dem 22. Februar 2013 wieder betriebsfähig vorgehalten. 
Anfang 2014 wurden die Lokomotiven 217 012, 015, 017, 020 und 021 an die Pfalzbahn Eisenbahnbetriebsgesellschaft in Frankenthal verkauft, welche diese im Personen- und Güterverkehr einsetzt. Die 217 012 kommt seit dem Frühjahr 2014 mit Restfristen unter Regie der Pfalzbahn GmbH zum Einsatz. Die 217 017 wird zeitweise von Raphael Hofmann Güterverkehr seit Oktober 2014 eingesetzt und hat nach ihrer Revision 2015 eine Neulackierung in altrot erhalten. Die restlichen drei Maschinen sind mit Fristablauf oder Schäden abgestellt. 
Die Lokomotive 217 019 wurde an die Eisenbahn-Service Gesellschaft ESG in Vaihingen (Enz) verkauft. Die ESG setzt diese Maschine seit August 2014 nach erfolgter Anpassung und Ergänzung vonseiten DB Schenker Rail (heute DB Cargo) entnommener Ersatzteile in blauer Lackierung überwiegend in Süddeutschland in der Baustellenlogistik ein.

## Museumslokomotiven

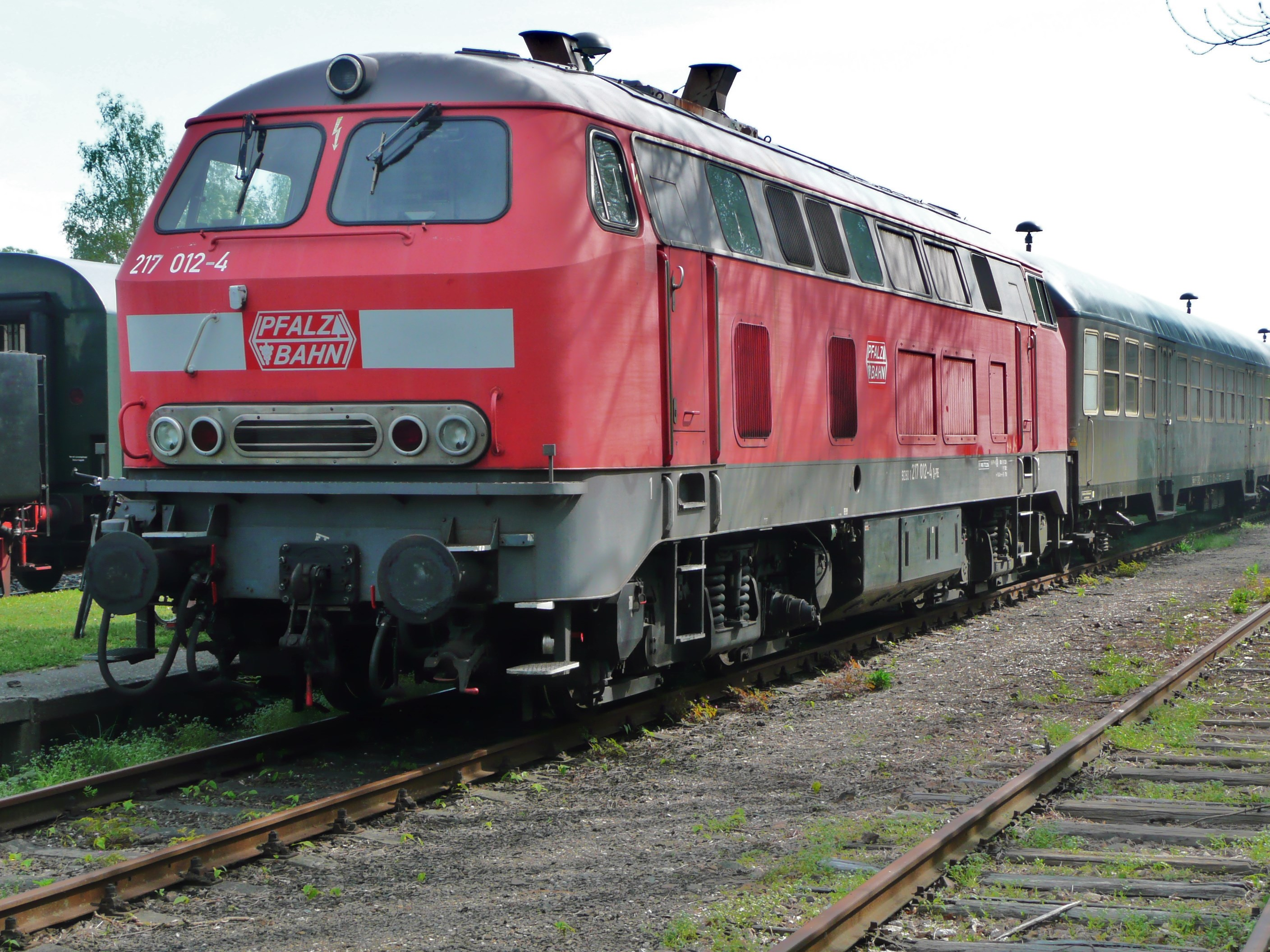
217 012 der Pfalzbahn auf einer Eisenbahnausstellung im Bahnhof Nossen (2017)

Der Prototyp 217 001 befindet sich seit Mai 2011 als nicht betriebsfähiges Ausstellungsstück in der SVG Eisenbahn-Erlebniswelt Horb am Neckar.
Die Vorserienmaschine 217 014 wird im DB Museum Koblenz aufbewahrt.

## Bestand
Bestandsliste der Baureihe 217 (Stand: Juli 2020):
| Fahrzeugnummer (92 80 1xxx xxx-x) | Betreiberbezeichnung | Betreiber | Bemerkung |
| --------------------------------- | -------------------- | --------- | --- |
| 217 001-7                         | 217 001-7            | DB        | rot/beige „TEE-Lackierung“, Bestand DB Systemtechnik, Dauerleihgabe an Eisenbahn-Erlebniswelt Horb, nicht betriebsfähig |
| 217 002-5                         | 217 002-5            | ASLVG     | rot/beige „TEE-Lackierung“, 2018 von BTE an AVG verkauft, betriebsfähig                                                 |
| 217 003-3                         | 217 003-3            | DB        | verkehrsrot, verschrottet Mai 2010 Scholz, Espenhain                                                                    |
| 217 011-6                         | 217 011-6            | DB        | verkehrsrot, verschrottet November 2010 Scholz, Espenhain                                                               |
| 217 012-4                         | 217 012-4            | PBE       | verkehrsrot, Pfalzbahn Eisenbahnbetriebsgesellschaft, betriebsfähig                                                     |
| 217 013-2                         | 217 013-2            | DB        | verkehrsrot, verschrottet November 2010 Scholz, Espenhain                                                               |
| 217 014-0                         | 217 014-0            | DB        | ozeanblau/beige, Museumslok DB Museum Standort Koblenz, nicht betriebsfähig                                             |
| 217 015-7                         | 217 015-7            | PBE       | verkehrsrot, 2014 an Pfalzbahn Eisenbahnbetriebsgesellschaft verkauft, nicht betriebsfähig                              |
| 217 016-5                         | 217 016-5            | DB        | verkehrsrot, verschrottet November 2010 Scholz, Espenhain                                                               |
| 217 017-3                         | 217 017-3            | RHG       | altrot, Pfalzbahn Eisenbahnbetriebsgesellschaft, betriebsfähig                                                          |
| 217 018-1                         | 217 018-1            | DB        | verkehrsrot, verschrottet November 2010 Scholz, Espenhain                                                               |
| 217 019-9                         | 11                   | ESGBI     | blau, Eisenbahn Service Gesellschaft mbH, nicht betriebsfähig in Bietigheim-Bissingen abgestellt                        |
| 217 020-7                         | 217 020-7            | PBE       | verkehrsrot, 2010 an Pfalzbahn Eisenbahnbetriebsgesellschaft verkauft, nicht betriebsfähig                              |
| 217 021-5                         | 217 021-5            | PBE       | verkehrsrot, 2014 an Pfalzbahn Eisenbahnbetriebsgesellschaft verkauft, nicht betriebsfähig                              |
| 217 022-3                         | 217 022-3            | DB        | verkehrsrot, verschrottet November 2010 Scholz, Espenhain                                                               |